# Гелтендорф
Гелтендорф (њем. Geltendorf) општина је у њемачкој савезној држави Баварска. Једно је од 31 општинског средишта округа Ландсберг ам Лех. Према процјени из 2010. у општини је живјело 5.618 становника. Посједује регионалну шифру (AGS) 9181122.

## Географски и демографски подаци
Гелтендорф се налази у савезној држави Баварска у округу Ландсберг ам Лех. Општина се налази на надморској висини од 603 метра. Површина општине износи 34,8 km². У самом мјесту је, према процјени из 2010. године, живјело 5.618 становника. Просјечна густина становништва износи 161 становника/km².

## Међународна сарадња
| Мјесто | Држава    | Врста сарадње | Од    |
| ------ | --------- | ------------- | ----- |
|        | Француска | партнерство   | 1969. |
| Извор  |           |               |       |